# Paranaspia frainii
Paranaspia frainii är en skalbaggsart som först beskrevs av Leon Fairmaire 1897.  Paranaspia frainii ingår i släktet Paranaspia och familjen långhorningar.
Artens utbredningsområde är Laos. Inga underarter finns listade i Catalogue of Life.